# ユースホステル和迩浜青年会館
ユースホステル和邇浜青年会館（ユースホステルわにはませいねんかいかん）は日本ユースホステル協会に加盟している滋賀県のユースホステル。

## アクセス
- 湖西線和邇駅下車、徒歩30分